# Hamilton (Montana)
Hamilton è una città degli Stati Uniti d'America situata nel Montana, nella contea di Ravalli.